# Chondrocladia antarctica
Chondrocladia antarctica är en svampdjursart som beskrevs av Jörn Hentschel 1914. Chondrocladia antarctica ingår i släktet Chondrocladia och familjen Cladorhizidae. Inga underarter finns listade i Catalogue of Life.